# Lincoln (circonscription britannique)
Circonscription parlementaire de la Chambre des communes
La circonscription de Lincoln est une circonscription électorale anglaise située dans le Lincolnshire et représentée à la Chambre des communes du Parlement britannique.